# 北上市

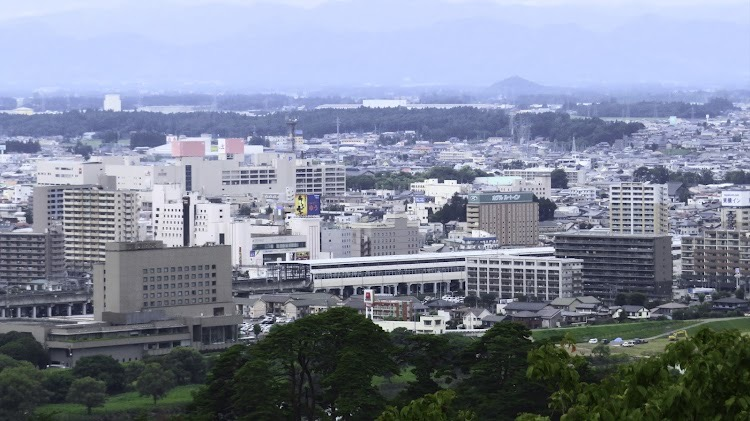
北上駅前の景観

北上市（きたかみし）は、岩手県南西部にある市で、県南広域振興圏に位置する。東北有数の工業都市であり、隣接する双子都市である花巻市と共に北上都市圏（北上・花巻都市圏）を形成している。

## 概要
人口約9万人（昼間人口は約10万人）を擁しており、県内では盛岡市、奥州市、一関市に次いで4番目に多く、北上都市圏としては約22万人の規模となり、盛岡都市圏の約48万人に次いで2番目に多い。
県内でも有数の人口維持地域であり、近年では北上駅周辺にマンションやホテル、オフィスビルが相次いで建設され、官民連携の大規模な再開発事業もあって都市景観も急速に進化している。そのため、県内でも教育機関や学生が比較的に多く見受けられ、市立大学構想（仮称：北上市立工科大学）も予定される等、岩手県南部における学園都市としての姿もある。
多様な流通選択肢が得られる立地により、現在180社以上もの企業を誘致し、東北有数の流通・工業集積地（工業都市）にまで成長している。そのため、商業都市としての側面が強い県都・盛岡市とは対照的である。また、県内最大の工業都市であることや、TMさくら野、江釣子ショッピングセンター パル、アメリカンワールドといった地元主導による大型商業施設だけでも複数立地してる点、都市圏規模等を踏まえて“岩手第2の都市”という位置づけが強い。
江戸時代の北上市域は、北が盛岡藩領、南が仙台藩領と藩境の地であった為に町は無く、南部・伊達双方の交流が密で共生もしてきたので比較的開放的な土地柄であった。そのため、昭和30年代頃までは、城下町を起源として古くから発展してきた花巻市と水沢市（現・奥州市）の間にある典型的な農業地域であった。その後、比較的早い時期から工業振興を町づくりに掲げて企業誘致に取り組み始めた。東北自動車道・東北新幹線の整備に続き、秋田県横手盆地、そして秋田港へと繋がる秋田自動車道が開通すると、東北道と秋田道の結節点として、岩手・秋田2県にまたがる流通の重要拠点の地位を得た。
旧・北上市は、昭和の大合併のときに新設された市で、「北上」の名称は北上川や北上盆地にちなむ。現在の中心部を成す旧・黒沢尻町にちなみ、現在も黒沢尻と称することがある。また、平成の大合併に先駆けて、1991年（平成3年）4月1日、旧・北上市、旧・和賀町、旧・江釣子村の1市1町1村で対等（新設）合併がなされ、新・北上市となった。そのため、平成の大合併において北上市の事例は多くの市町村・合併協議会で手本とされ、比較検討の材料とされた。

## 地理

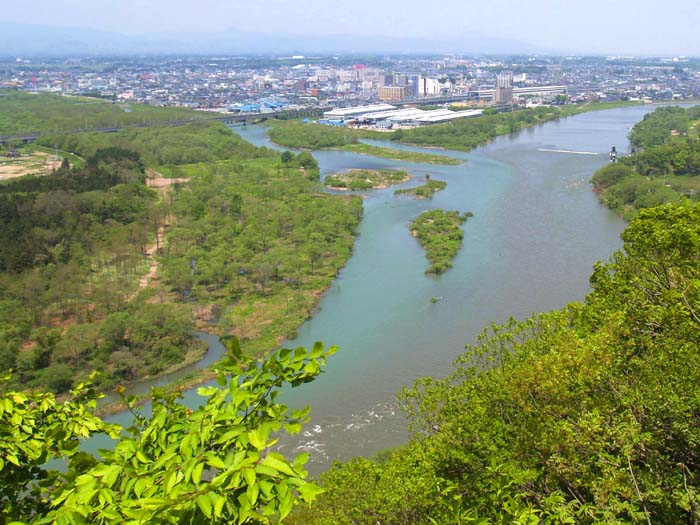
北上市の自然と都市部

### 位置・地勢
岩手県の南西部にあり、北上盆地においては中央に位置する。県庁所在地の盛岡市へは約45km、仙台市へは約138km、秋田市へは約107km、東京には約490kmである。地勢は、中央部に北上盆地が広がり、東部が北上山系の丘陵地、西部には奥羽山系の山々が連なる。平野部の東端を南流する北上川と市の中央部を東流する和賀川が合流し、田園地帯を潤す。標高は、平野部で約50 - 200m、東部丘陵地で約200 - 400mである。

### 気候
北日本の太平洋側の気候区に属しているが、奥羽山系と北上山系に挟まれているため内陸性の気候の特性でもある。降雪量も比較的多く、1月の平年値は123センチで、同月の盛岡市（63センチ）及び県南の一関市（57センチ）の約2倍である。周辺の自治体と同様に豪雪地帯に指定されている。
冬は寒いが、北上のアメダスは市街地に設置されているために、冬の最低気温は周囲の花巻や江刺に比べるとかなり高い傾向となり、1月の平均最低気温は-4.2℃で、大船渡（-2.4℃）、釜石（-2.4℃）、宮古（-3.5℃）、一関（-3.6℃）、山田（-4.1℃）についで、種市（-4.2℃）と並び岩手県内の気象観測地点中では6番目に高い。また8月の平均最低気温は20.5℃と、一関（20.6℃）に次いで県内全地点で2番目に高い。
- 最高気温極値 37.1℃（2025年7月25日）
- 最低気温極値 -17.4℃（1980年2月17日）

| 北上（1991年 - 2020年）の気候      | 北上（1991年 - 2020年）の気候 | 北上（1991年 - 2020年）の気候 | 北上（1991年 - 2020年）の気候 | 北上（1991年 - 2020年）の気候 | 北上（1991年 - 2020年）の気候 | 北上（1991年 - 2020年）の気候 | 北上（1991年 - 2020年）の気候 | 北上（1991年 - 2020年）の気候 | 北上（1991年 - 2020年）の気候 | 北上（1991年 - 2020年）の気候 | 北上（1991年 - 2020年）の気候 | 北上（1991年 - 2020年）の気候 | 北上（1991年 - 2020年）の気候 |
| 月                                 | 1月                           | 2月                           | 3月                           | 4月                           | 5月                           | 6月                           | 7月                           | 8月                           | 9月                           | 10月                          | 11月                          | 12月                          | 年                            |
| ---------------------------------- | ----------------------------- | ----------------------------- | ----------------------------- | ----------------------------- | ----------------------------- | ----------------------------- | ----------------------------- | ----------------------------- | ----------------------------- | ----------------------------- | ----------------------------- | ----------------------------- | ----------------------------- |
| 最高気温記録 °C （°F）             | 13.4 (56.1)                   | 17.7 (63.9)                   | 21.7 (71.1)                   | 28.9 (84)                     | 33.5 (92.3)                   | 33.8 (92.8)                   | 37.1 (98.8)                   | 37.0 (98.6)                   | 35.8 (96.4)                   | 28.5 (83.3)                   | 22.4 (72.3)                   | 18.4 (65.1)                   | 37.1 (98.8)                   |
| 平均最高気温 °C （°F）             | 2.4 (36.3)                    | 3.6 (38.5)                    | 8.1 (46.6)                    | 15.0 (59)                     | 20.8 (69.4)                   | 24.3 (75.7)                   | 27.4 (81.3)                   | 28.9 (84)                     | 24.8 (76.6)                   | 18.5 (65.3)                   | 11.6 (52.9)                   | 4.9 (40.8)                    | 15.9 (60.6)                   |
| 日平均気温 °C （°F）               | −0.9 (30.4)                   | −0.1 (31.8)                   | 3.4 (38.1)                    | 9.4 (48.9)                    | 15.2 (59.4)                   | 19.3 (66.7)                   | 22.9 (73.2)                   | 24.1 (75.4)                   | 20.1 (68.2)                   | 13.6 (56.5)                   | 7.1 (44.8)                    | 1.5 (34.7)                    | 11.3 (52.3)                   |
| 平均最低気温 °C （°F）             | −4.2 (24.4)                   | −3.7 (25.3)                   | −0.8 (30.6)                   | 4.2 (39.6)                    | 10.3 (50.5)                   | 15.3 (59.5)                   | 19.4 (66.9)                   | 20.5 (68.9)                   | 16.2 (61.2)                   | 9.1 (48.4)                    | 2.9 (37.2)                    | −1.7 (28.9)                   | 7.3 (45.1)                    |
| 最低気温記録 °C （°F）             | −17.3 (0.9)                   | −17.4 (0.7)                   | −11.1 (12)                    | −5.4 (22.3)                   | −0.2 (31.6)                   | 6.2 (43.2)                    | 9.3 (48.7)                    | 11.8 (53.2)                   | 4.9 (40.8)                    | −1.0 (30.2)                   | −7.1 (19.2)                   | −15.0 (5)                     | −17.4 (0.7)                   |
| 降水量 mm （inch）                 | 72.7 (2.862)                  | 56.3 (2.217)                  | 87.7 (3.453)                  | 86.4 (3.402)                  | 112.1 (4.413)                 | 128.1 (5.043)                 | 196.7 (7.744)                 | 165.3 (6.508)                 | 156.1 (6.146)                 | 118.2 (4.654)                 | 91.7 (3.61)                   | 91.9 (3.618)                  | 1,357.8 (53.457)              |
| 降雪量 cm （inch）                 | 123 (48.4)                    | 99 (39)                       | 42 (16.5)                     | 2 (0.8)                       | 0 (0)                         | 0 (0)                         | 0 (0)                         | 0 (0)                         | 0 (0)                         | 0 (0)                         | 3 (1.2)                       | 73 (28.7)                     | 340 (133.9)                   |
| 平均降水日数 （≥1.0 mm）           | 14.6                          | 12.6                          | 13.0                          | 11.0                          | 10.7                          | 10.4                          | 13.1                          | 11.4                          | 11.8                          | 11.4                          | 13.4                          | 15.4                          | 148.7                         |
| 平均月間日照時間                   | 90.1                          | 100.5                         | 141.4                         | 172.0                         | 183.6                         | 149.2                         | 128.8                         | 147.5                         | 121.3                         | 131.4                         | 108.2                         | 84.9                          | 1,562                         |
| 出典1：Japan Meteorological Agency |                               |                               |                               |                               |                               |                               |                               |                               |                               |                               |                               |                               |                               |
| 出典2：気象庁                      |                               |                               |                               |                               |                               |                               |                               |                               |                               |                               |                               |                               |                               |

### 人口
平成27年国勢調査より前回調査からの人口増減をみると、0.40％増の93,511人であり、増減率は県下33市町村中3位。
| |                                        |  |
| 北上市と全国の年齢別人口分布（2005年） | 北上市の年齢・男女別人口分布（2005年） |  |
| ■紫色 ― 北上市 ■緑色 ― 日本全国 | ■青色 ― 男性 ■赤色 ― 女性              |  |
| 北上市（に相当する地域）の人口の推移 \| 1970年（昭和45年） \| 68,074人 \| \| \| 1975年（昭和50年） \| 71,383人 \| \| \| 1980年（昭和55年） \| 76,633人 \| \| \| 1985年（昭和60年） \| 80,248人 \| \| \| 1990年（平成2年） \| 82,902人 \| \| \| 1995年（平成7年） \| 87,969人 \| \| \| 2000年（平成12年） \| 91,501人 \| \| \| 2005年（平成17年） \| 94,321人 \| \| \| 2010年（平成22年） \| 93,138人 \| \| \| 2015年（平成27年） \| 93,511人 \| \| \| 2020年（令和2年） \| 93,045人 \| \| |                                        |  |
| 総務省統計局 国勢調査より |                                        |  |
| 1970年（昭和45年） | 68,074人                               |  |
| 1975年（昭和50年） | 71,383人                               |  |
| 1980年（昭和55年） | 76,633人                               |  |
| 1985年（昭和60年） | 80,248人                               |  |
| 1990年（平成2年） | 82,902人                               |  |
| 1995年（平成7年） | 87,969人                               |  |
| 2000年（平成12年） | 91,501人                               |  |
| 2005年（平成17年） | 94,321人                               |  |
| 2010年（平成22年） | 93,138人                               |  |
| 2015年（平成27年） | 93,511人                               |  |
| 2020年（令和2年） | 93,045人                               |  |

- 住民基本台帳人口：91,238人（2024年〈令和6年〉3月末時点）[4]
- 旧市町村別の住民基本台帳人口
  - 旧北上市：68,077人
  - 旧和賀町：11,823人
  - 旧江釣子村：11,338人
- 世帯数：41,569世帯（2024年〈令和6年〉3月末時点）[4]

## 沿革

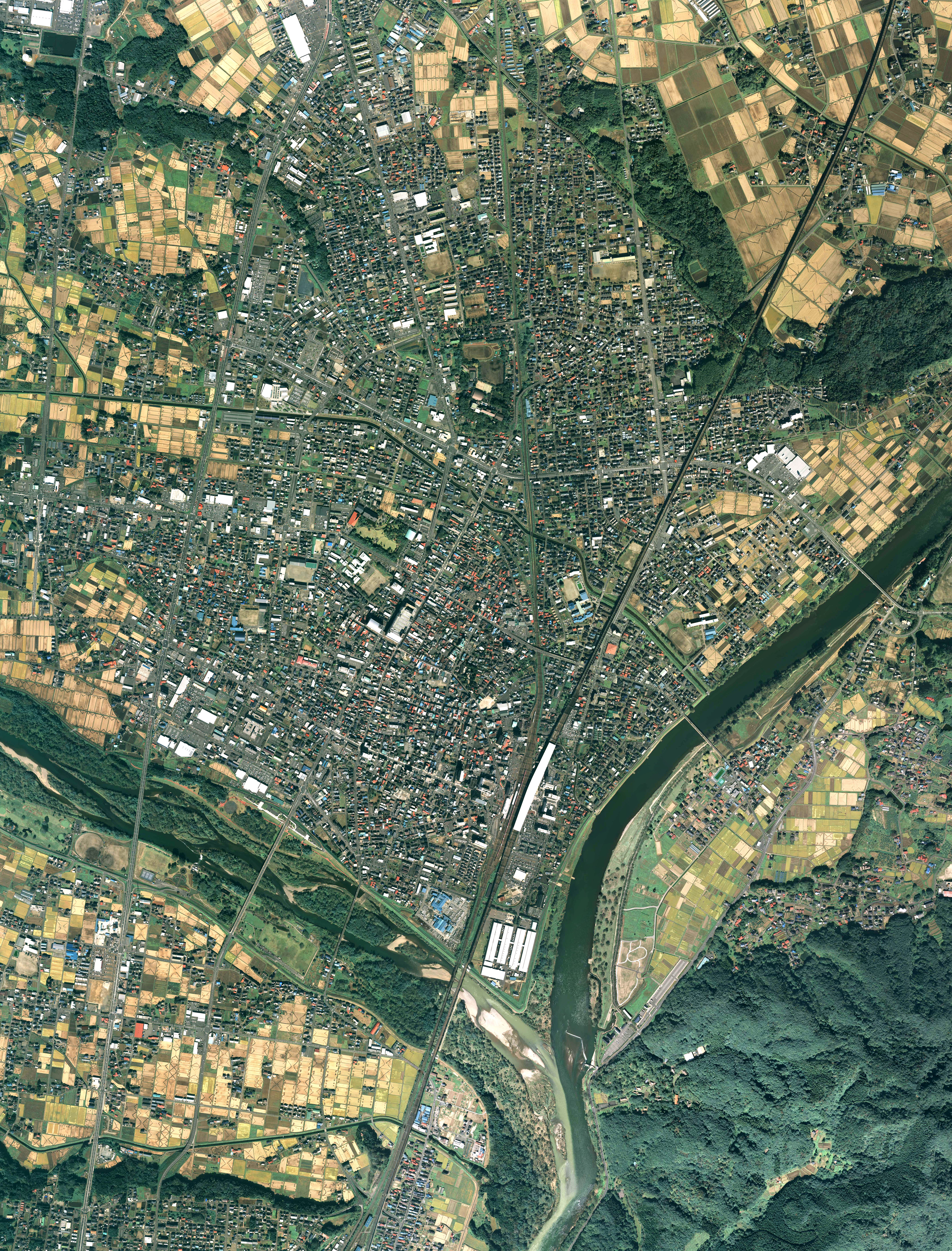
北上市中心市街地周辺の空中写真。市街地の東を北上川、南を和賀川が流れる。2011年10月19日撮影の18枚を合成作成。
。

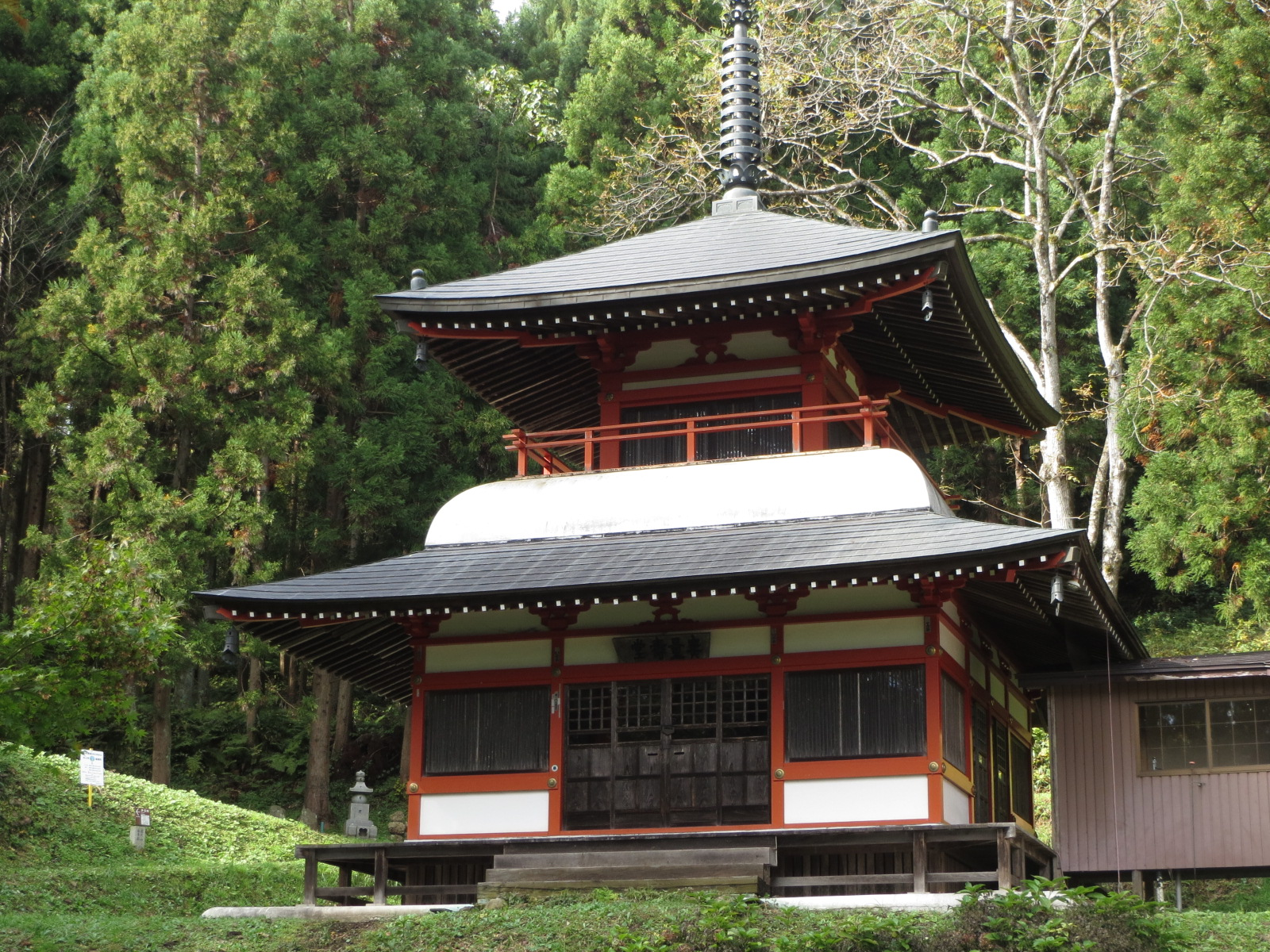
極楽寺（国見山廃寺跡）

この地は水の便に恵まれ、縄文の昔から大規模な集落が作られている。
平安時代初頭、アテルイを倒した坂上田村麻呂により当地は中央政府の支配下となる。また現在の北上市稲瀬町（旧・江刺郡）に国見山極楽寺が築かれ、北東北最大の山岳仏教の拠点として栄える。その後、奥六郡の俘囚長である安倍氏の支配下となる。安倍氏は和賀郡に黒沢尻柵（別名・安倍館）を築き、前九年の役の戦場となった。安倍氏ののち奥州藤原氏の勢力下となる。初代清衡が陸奥特産の馬や砂金、漆などを京の都に運んだ道と伝わるあづま海道（清衡古道）や、三代秀衡が鷲ノ巣鉱山（西和賀町・土畑鉱山支山）から平泉まで金を運んだ街道と伝わる秀衡街道（奥州山道）などが残されている。
平泉・藤原氏滅亡後の370年間は、鎌倉御家人を祖とする和賀氏が支配することとなる。南北朝の争乱では和賀氏も一族相分かれて争い、南北朝の終わり頃に鎌倉公方から北朝方に属していた和賀一族の鬼柳氏に、和賀一族の惣領権と和賀郡一円の支配権を認める辞令を得て大名格となり、惣領職によって天正年間に至るまで統率されることとなった。
安土桃山時代の天正18年（1590年）、和賀氏は小田原の陣に参陣しなかったことで、豊臣秀吉による奥州仕置によって所領没収、城地追放の処分がなされたが、葛西氏、和賀氏ら在地領主は葛西大崎一揆、和賀・稗貫一揆を起こして対抗するものの、仕置軍の前に制圧され没落した。南部氏当主である南部信直は一揆平定に功を上げ、和賀郡と稗貫郡を与えられる。一方、一揆を扇動した疑いのある伊達政宗には、胆沢郡など葛西氏の旧領が与えられた。関ヶ原の戦いの際、伊達政宗は改易された和賀氏の一族和賀忠親を支援して、南部領花巻城を攻めさせた（岩崎一揆）。しかし、和賀・伊達連合軍はこの戦いに敗れ、戦後、和賀忠親は仙台領・陸奥国分寺で暗殺された。伊達政宗は一揆扇動の失敗により、徳川家康に“100万石のお墨付き”を反故にされている。
江戸時代には当市の南東部分にあたるかつての胆沢郡相去村、江刺郡福岡村の2村域および江刺郡稲瀬村の一部が伊達藩（仙台藩）、それら以外のかつての和賀郡域が南部藩（盛岡藩）の知行地だったため、北上盆地における両藩の藩境の地であり、奥州街道の脇街道である松前道の通る要所であったため盛岡藩は鬼柳関所（現北上市鬼柳町町分）を、仙台藩は相去番所（現北上市相去町境）を設けて藩領の警備に当たった。 
慶長9年（1604年）、中世以来の南北の幹線道路を新たに奥州街道として切替えて、渡河地点である和賀川北岸の盛岡藩領黒沢尻村の原野を切り開いて宿駅の機能を整備した。北上川舟運の発展にともなう河港の設置以降、本町には本陣、鬼柳通・黒沢尻通代官所などが置かれ、北上河岸には盛岡 - 石巻間の中継地として、御艜奉行所、黒沢尻御蔵、通船改御番所などの藩の施設が置かれた川岸集落が形成された。
当市の西部にあたる和賀町には中世以降断続的に稼行された水澤鉱山、綱取鉱山、和賀仙人鉱山等があり、これら鉱山のある地域に著しい発展をもたらした。とくに水澤鉱山は元禄年間（1688年-1704年）に開山し盛岡藩の御手山（直山）として稼行され、近代以降古河鉱業株式会社のもとで近代化が図られて多量の銅産を誇り、昭和6年（1931年）の休山まで和賀地方有数の銅山として栄えた。
明治23年（1890年）、日本鉄道（東日本旅客鉄道（JR東日本）東北本線）開通、黒沢尻駅開業により、北上川舟運は急速に哀微した。
明治時代の廃藩置県による盛岡県、江刺県、磐井県などの設置、廃止を経て岩手県の誕生した後、いくつかの合併や統廃合を経て、現在の北上市の前身である旧・北上市が誕生するのは1954年である。

### 行政区域の変遷
- 1954年（昭和29年）
  - 4月1日 - 和賀郡黒沢尻町・飯豊村・鬼柳村・更木村・二子村・胆沢郡相去村・江刺郡福岡村が新設合併し、北上市が発足。
  - 10月1日 - 北上市飯豊町字成田（当時）の一部を花巻市へ、相去町の一部[8]を胆沢郡金ヶ崎町[9]へ編入。
- 1955年（昭和30年）7月10日 - 江刺郡江刺町[10]の一部が北上市に編入[11]。
- 1991年（平成3年）4月1日 - 和賀郡和賀町・江釣子村と合併し、改めて北上市が発足。

| 所 属 郡 | 明治以前   | 明治以前   | 明治初年 - 明治22年                    | 明治22年 4月1日 町村制施行 | 明治22年 - 昭和24年                   | 昭和25年 - 昭和29年           | 昭和25年 - 昭和29年   | 昭和30年 - 昭和64年    | 昭和30年 - 昭和64年          | 平成元年 - 現在      | 現在   |
| -------- | ---------- | ---------- | -------------------------------------- | -------------------------- | ------------------------------------- | ----------------------------- | --------------------- | ---------------------- | ---------------------------- | -------------------- | ------ |
| 和 賀 郡 | 岩崎村     | 岩崎村     | 岩崎村                                 | 岩崎村                     | 岩崎村                                | 岩崎村                        | 岩崎村                | 昭和30年4月1日 和賀村  | 昭和31年4月1日 町制 和賀町   | 平成3年4月1日 北上市 | 北上市 |
| 和 賀 郡 | 岩崎新田   | 岩崎新田   | 岩崎新田                               | 岩崎村                     | 岩崎村                                | 岩崎村                        | 岩崎村                | 昭和30年4月1日 和賀村  | 昭和31年4月1日 町制 和賀町   | 平成3年4月1日 北上市 | 北上市 |
| 和 賀 郡 | 煤孫村     | 煤孫村     | 煤孫村                                 | 岩崎村                     | 岩崎村                                | 岩崎村                        | 岩崎村                | 昭和30年4月1日 和賀村  | 昭和31年4月1日 町制 和賀町   | 平成3年4月1日 北上市 | 北上市 |
| 和 賀 郡 | 山口村     | 山口村     | 山口村                                 | 岩崎村                     | 岩崎村                                | 岩崎村                        | 岩崎村                | 昭和30年4月1日 和賀村  | 昭和31年4月1日 町制 和賀町   | 平成3年4月1日 北上市 | 北上市 |
| 和 賀 郡 | 藤根村     | 藤根村     | 藤根村                                 | 藤根村                     | 藤根村                                | 藤根村                        | 藤根村                | 昭和30年4月1日 和賀村  | 昭和31年4月1日 町制 和賀町   | 平成3年4月1日 北上市 | 北上市 |
| 和 賀 郡 | 後藤村     | 後藤村     | 後藤村                                 | 藤根村                     | 藤根村                                | 藤根村                        | 藤根村                | 昭和30年4月1日 和賀村  | 昭和31年4月1日 町制 和賀町   | 平成3年4月1日 北上市 | 北上市 |
| 和 賀 郡 | 長沼村     | 長沼村     | 長沼村                                 | 藤根村                     | 藤根村                                | 藤根村                        | 藤根村                | 昭和30年4月1日 和賀村  | 昭和31年4月1日 町制 和賀町   | 平成3年4月1日 北上市 | 北上市 |
| 和 賀 郡 | 横川目村   | 横川目村   | 横川目村                               | 横川目村                   | 横川目村                              | 横川目村                      | 横川目村              | 昭和30年4月1日 和賀村  | 昭和31年4月1日 町制 和賀町   | 平成3年4月1日 北上市 | 北上市 |
| 和 賀 郡 | 竪川目村   | 竪川目村   | 竪川目村                               | 横川目村                   | 横川目村                              | 横川目村                      | 横川目村              | 昭和30年4月1日 和賀村  | 昭和31年4月1日 町制 和賀町   | 平成3年4月1日 北上市 | 北上市 |
| 和 賀 郡 | 上江釣子村 | 上江釣子村 | 上江釣子村                             | 江釣子村                   | 江釣子村                              | 江釣子村                      | 江釣子村              | 江釣子村               | 江釣子村                     | 平成3年4月1日 北上市 | 北上市 |
| 和 賀 郡 | 下江釣子村 | 下江釣子村 | 下江釣子村                             | 江釣子村                   | 江釣子村                              | 江釣子村                      | 江釣子村              | 江釣子村               | 江釣子村                     | 平成3年4月1日 北上市 | 北上市 |
| 和 賀 郡 | 滑田村     | 滑田村     | 滑田村                                 | 江釣子村                   | 江釣子村                              | 江釣子村                      | 江釣子村              | 江釣子村               | 江釣子村                     | 平成3年4月1日 北上市 | 北上市 |
| 和 賀 郡 | 新平村     | 新平村     | 新平村                                 | 江釣子村                   | 江釣子村                              | 江釣子村                      | 江釣子村              | 江釣子村               | 江釣子村                     | 平成3年4月1日 北上市 | 北上市 |
| 和 賀 郡 | 鳩岡崎村   | 鳩岡崎村   | 鳩岡崎村                               | 江釣子村                   | 江釣子村                              | 江釣子村                      | 江釣子村              | 江釣子村               | 江釣子村                     | 平成3年4月1日 北上市 | 北上市 |
| 和 賀 郡 | 北鬼柳村   | 北鬼柳村   | 北鬼柳村                               | 江釣子村                   | 江釣子村                              | 江釣子村                      | 江釣子村              | 江釣子村               | 江釣子村                     | 平成3年4月1日 北上市 | 北上市 |
| 和 賀 郡 | 黒沢尻村   | 黒沢尻村   | 黒沢尻村                               | 黒沢尻町                   | 黒沢尻町                              | 黒沢尻町                      | 昭和29年4月1日 北上市 | 北上市                 | 北上市                       | 平成3年4月1日 北上市 | 北上市 |
| 和 賀 郡 | 立花村     | 立花村     | 立花村                                 | 立花村                     | 昭和24年4月1日 黒沢尻町に編入         | 黒沢尻町                      | 昭和29年4月1日 北上市 | 北上市                 | 北上市                       | 平成3年4月1日 北上市 | 北上市 |
| 和 賀 郡 | 平沢村     | 平沢村     | 平沢村                                 | 立花村                     | 立花村                                | 昭和29年1月1日 黒沢尻町に編入 | 昭和29年4月1日 北上市 | 北上市                 | 北上市                       | 平成3年4月1日 北上市 | 北上市 |
| 和 賀 郡 | 黒岩村     | 黒岩村     | 黒岩村                                 | 立花村                     | 立花村                                | 昭和29年1月1日 黒沢尻町に編入 | 昭和29年4月1日 北上市 | 北上市                 | 北上市                       | 平成3年4月1日 北上市 | 北上市 |
| 和 賀 郡 | 湯沢村     | 湯沢村     | 湯沢村                                 | 立花村                     | 立花村                                | 昭和29年1月1日 黒沢尻町に編入 | 昭和29年4月1日 北上市 | 北上市                 | 北上市                       | 平成3年4月1日 北上市 | 北上市 |
| 和 賀 郡 | 上鬼柳村   | 上鬼柳村   | 上鬼柳村                               | 鬼柳村                     | 鬼柳村                                | 鬼柳村                        | 昭和29年4月1日 北上市 | 北上市                 | 北上市                       | 平成3年4月1日 北上市 | 北上市 |
| 和 賀 郡 | 下鬼柳村   | 下鬼柳村   | 下鬼柳村                               | 鬼柳村                     | 鬼柳村                                | 鬼柳村                        | 昭和29年4月1日 北上市 | 北上市                 | 北上市                       | 平成3年4月1日 北上市 | 北上市 |
| 和 賀 郡 | 更木村     | 更木村     | 更木村                                 | 更木村                     | 更木村                                | 更木村                        | 昭和29年4月1日 北上市 | 北上市                 | 北上市                       | 平成3年4月1日 北上市 | 北上市 |
| 和 賀 郡 | 臥牛村     | 臥牛村     | 臥牛村                                 | 更木村                     | 更木村                                | 更木村                        | 昭和29年4月1日 北上市 | 北上市                 | 北上市                       | 平成3年4月1日 北上市 | 北上市 |
| 和 賀 郡 | 二子村     | 二子村     | 二子村                                 | 二子村                     | 二子村                                | 二子村                        | 昭和29年4月1日 北上市 | 北上市                 | 北上市                       | 平成3年4月1日 北上市 | 北上市 |
| 和 賀 郡 | 飯豊村     | 飯豊村     | 飯豊村                                 | 飯豊村                     | 飯豊村                                | 飯豊村                        | 昭和29年4月1日 北上市 | 北上市                 | 北上市                       | 平成3年4月1日 北上市 | 北上市 |
| 和 賀 郡 | 藤沢村     | 藤沢村     | 藤沢村                                 | 飯豊村                     | 飯豊村                                | 飯豊村                        | 昭和29年4月1日 北上市 | 北上市                 | 北上市                       | 平成3年4月1日 北上市 | 北上市 |
| 和 賀 郡 | 村崎野村   | 村崎野村   | 村崎野村                               | 飯豊村                     | 飯豊村                                | 飯豊村                        | 昭和29年4月1日 北上市 | 北上市                 | 北上市                       | 平成3年4月1日 北上市 | 北上市 |
| 和 賀 郡 | 成田村     | 成田村     | 成田村                                 | 飯豊村                     | 飯豊村                                | 飯豊村                        | 昭和29年4月1日 北上市 | 北上市                 | 北上市                       | 平成3年4月1日 北上市 | 北上市 |
| 胆 沢 郡 | 相去村     | 相去村     | 明治11年11月26日 所属変更 和賀郡相去村 | 相去村                     | 明治29年3月29日 所属変更 胆沢郡相去村 | 相去村                        | 昭和29年4月1日 北上市 | 北上市                 | 北上市                       | 平成3年4月1日 北上市 | 北上市 |
| 江 刺 郡 | 上口内村   | 上口内村   | 上口内村                               | 福岡村                     | 福岡村                                | 福岡村                        | 昭和29年4月1日 北上市 | 北上市                 | 北上市                       | 平成3年4月1日 北上市 | 北上市 |
| 江 刺 郡 | 下口内村   | 下口内村   | 下口内村                               | 福岡村                     | 福岡村                                | 福岡村                        | 昭和29年4月1日 北上市 | 北上市                 | 北上市                       | 平成3年4月1日 北上市 | 北上市 |
| 江 刺 郡 | 枛木田村   | 枛木田村   | 枛木田村                               | 福岡村                     | 福岡村                                | 福岡村                        | 昭和29年4月1日 北上市 | 北上市                 | 北上市                       | 平成3年4月1日 北上市 | 北上市 |
| 江 刺 郡 | 小池村     | 小池村     | 小池村                                 | 福岡村                     | 福岡村                                | 福岡村                        | 昭和29年4月1日 北上市 | 北上市                 | 北上市                       | 平成3年4月1日 北上市 | 北上市 |
| 江 刺 郡 | 水押村     | 水押村     | 水押村                                 | 福岡村                     | 福岡村                                | 福岡村                        | 昭和29年4月1日 北上市 | 北上市                 | 北上市                       | 平成3年4月1日 北上市 | 北上市 |
| 江 刺 郡 | 上門岡村   | 一部       | 明治8年10月17日 稲瀬村                 | 稲瀬村                     | 稲瀬村                                | 稲瀬村                        | 稲瀬村                | 昭和30年2月10日 江刺町 | 昭和30年7月10日 北上市に編入 | 平成3年4月1日 北上市 | 北上市 |
| 江 刺 郡 | 下門岡村   | 一部       | 明治8年10月17日 稲瀬村                 | 稲瀬村                     | 稲瀬村                                | 稲瀬村                        | 稲瀬村                | 昭和30年2月10日 江刺町 | 昭和30年7月10日 北上市に編入 | 平成3年4月1日 北上市 | 北上市 |

### 累次の大合併
現在の法人格としての「北上市」は、1991年（平成3年）の新設合併によって誕生したものである。合併当時、北上市の人口は6万人程度に過ぎなかったが、和賀町（人口1万4,000）・江釣子村（人口9,000）との合併によって、当時県内では盛岡市に次ぐ人口規模となった。
この大合併の背景には、秋田自動車道の開通（1991年）がある。東北自動車道とのJCT（結節点）に位置する当地域では、交通の要衝としてのメリットを生かして「内陸部の中核都市」を形成しようという機運がにわかに高まり、合併に至った。これに際して、住民説明会を延べ123回にわたって開催するなど、住民の盛り上がりによる自主的合併を心がけたとされる。
この合併は、その後起こる平成の大合併に先立って行われた大規模な合併であったため、その後の大合併で、全国の多くの市町村がモデルケースと仰ぎ、注目を浴びた。合併による行政上の影響については当該項目（#大合併と行政）を参照。

## 行政
※右記は合併前の旧・北上市のデータ。

### 歴代市長
| 代         | 氏名         | 就任日                    | 退任日                    | 備考         |
| 旧北上市長 | 旧北上市長   | 旧北上市長                | 旧北上市長                | 旧北上市長   |
| ---------- | ------------ | ------------------------- | ------------------------- | ------------ |
| 1          | 及川顕司     | 1954年（昭和29年）4月25日 | 1962年（昭和37年）4月18日 | 旧黒沢尻町長 |
| 2          | 八重樫長兵衛 | 1962年（昭和37年）4月19日 | 1966年（昭和41年）4月18日 |              |
| 3          | 斎藤五郎     | 1966年（昭和41年）4月19日 | 1986年（昭和61年）4月18日 |              |
| 4          | 高橋盛吉     | 1986年（昭和61年）4月19日 | 1991年（平成3年）3月31日  |              |
| 北上市長   |              |                           |                           |              |
| 1          | 高橋盛吉     | 1991年（平成3年）4月22日  | 1999年（平成11年）4月21日 |              |
| 2          | 伊藤彬       | 1999年（平成11年）4月25日 | 2011年（平成23年）4月24日 |              |
| 3          | 髙橋敏彦     | 2011年（平成23年）4月27日 | 2023年 (令和5年) 4月26日  |              |
| 4          | 八重樫浩文   | 2023年（令和5年）4月27日  | 現職                      |              |

### 行政機構
市役所は分庁体制を取り、旧北上市役所・旧和賀町役場・旧江釣子村役場をそれぞれ北上市役所本庁舎・和賀庁舎・江釣子庁舎として活用している。住民票・税証明交付、戸籍届出など、基本的な住民サービスは3庁舎どこでも受けることができる。
- 市長：八重樫浩文（やえがし　ひろふみ、1期目）
  - 副市長
    - 企画部
    - 財務部
    - まちづくり部（北上開発ビル「おでんせプラザぐろーぶ」に配置）
    - 生活環境部（環境政策課が江釣子庁舎に配置）
    - 福祉部
    - 健康こども部（保健・子育て支援複合施設hoKkoに配置）

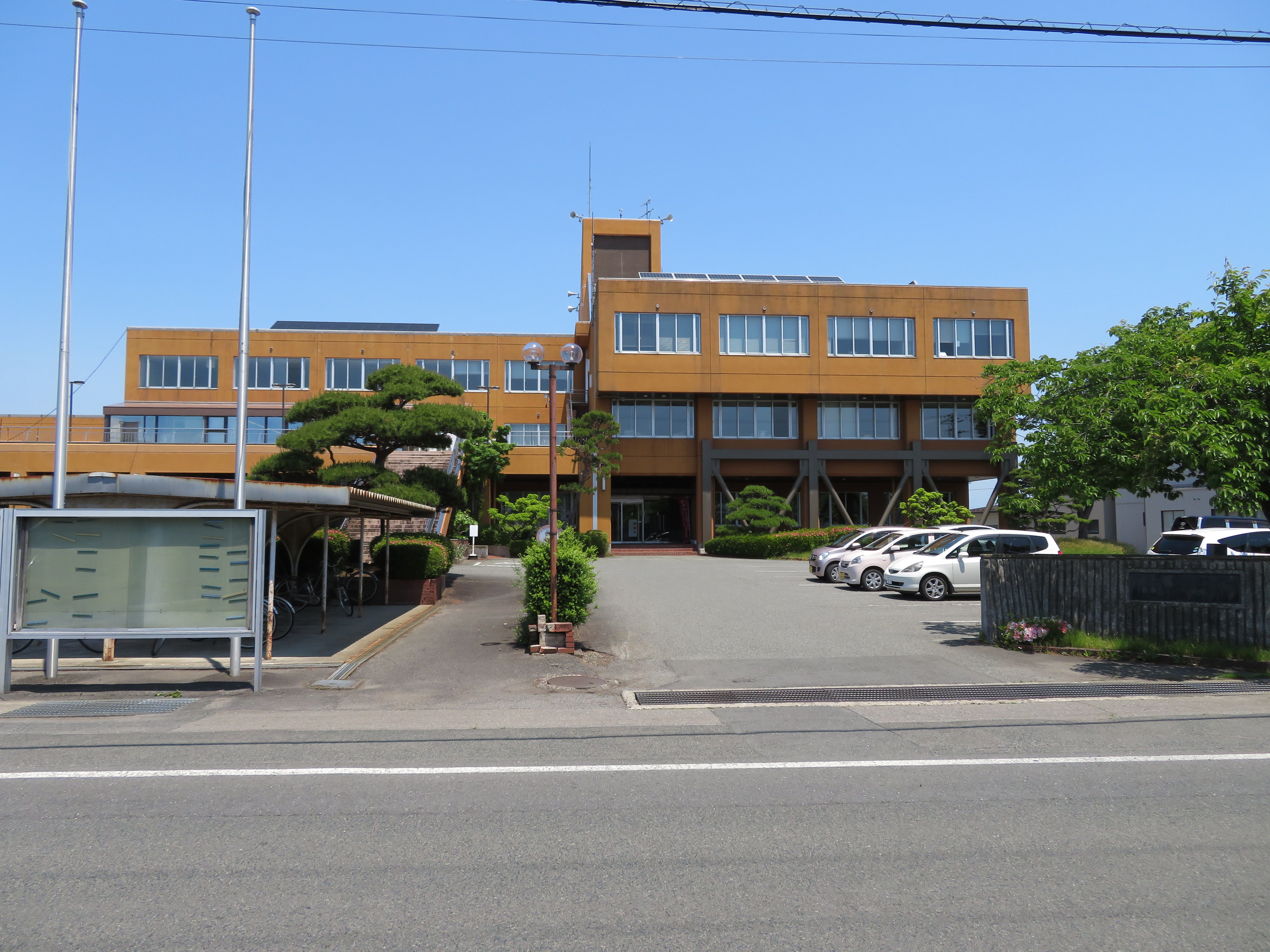
江釣子庁舎
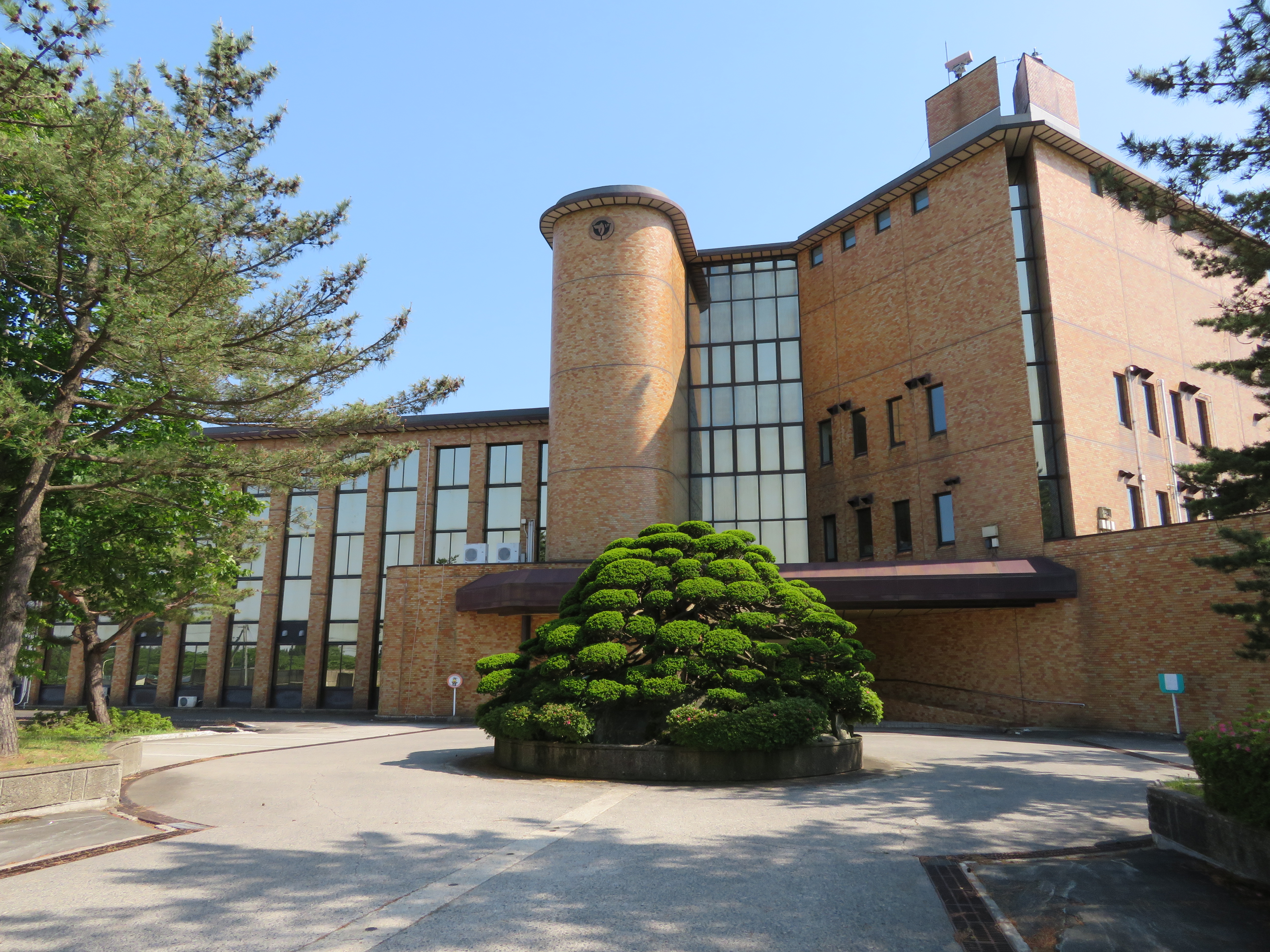
和賀庁舎

    - 農林部
    - 商工部
    - 都市整備部（江釣子庁舎に配置）

  - 会計管理者
    - 会計課

  - 教育委員会
    - 教育部

- 江釣子庁舎
- 和賀庁舎

### 大合併と行政
前述したように（→#累次の大合併）、当市は大規模な合併を経験している。その合併時、市庁舎を1箇所に集約せず、旧町村役場をそのまま活用する方式をとったため、市内各所に本庁機能が分散化している。その際、内部的な事務手続きの滞りを防止するため、庁舎間に光ファイバーネットを構築し、庁舎間での事務手続きを簡略化した。
また合併後しばらくの間、新規採用者を退職者の2分の1に抑制したことから、平成21年度末現在の人口1000人あたりの市職員数は6.12人（全国平均7.33人、岩手県平均8.26人）となっている。

### 広域行政（一部事務組合）
- 北上地区広域行政組合（構成市町村：北上市・花巻市・西和賀町）
し尿処理施設・火葬場の設置、管理及び運営に関する事務を共同処理する。
- 北上地区消防組合（構成市町村：北上市・西和賀町）
消防に関する事務（消防団・消防水利施設の設置・消防水利の維持管理に関する事務を除く）を共同で処理する。
- 岩手中部水道企業団（構成市町：北上市・花巻市・紫波町）
水道用水供給事業の経営に関する事務を共同処理する。
- 岩手中部広域行政組合（構成市町村：北上市・花巻市・遠野市・西和賀町）
関係市町村の全区域を対象とする一般廃棄物処理計画の策定に関する事務、その一般廃棄物処理計画に基づいた一般廃棄物処理施設（し尿処理施設を除く）の設置に関する事務を共同で処理する。

### 市民憲章
市町村の「憲章」はどこも似通ったものが多いが、北上市の市民憲章はユニークであり、文学性の高いものとなっている。
北上市市民憲章（1992年（平成4年）1月5日制定）
あの高嶺
鬼すむ誇り
その瀬音
久遠の賛歌
この大地
燃えたついのち
ここは 北上

## 姉妹都市・友好都市

### 国内
- 柴田町（宮城県柴田郡） - 1980年（昭和55年）1月25日に姉妹都市提携
江戸時代の人物・原田宗輔（1671年に起こった伊達騒動の中心人物）の家来が北上市口内町に住んでいたという歴史的なつながりがある。
- 石垣市（沖縄県） - 2014年（平成26年）1月25日に友好都市提携
1993年（平成5年）の大冷害を受けて、当時県の農政部長だった高橋洋介（北上市出身・後の副知事）の発案により、二期作可能な沖縄県石垣島にて水稲種籾緊急増殖が行われた事がきっかけ。以後、いわて北上マラソン大会など両市で開催されているマラソン大会の上位入賞者相互派遣など交流が続いている[17]。
- 流山市（千葉県） - 2020年（令和2年）1月29日に姉妹都市提携

### 国外
- コンコード市（アメリカ合衆国カリフォルニア州） - 1974年（昭和49年）10月25日に姉妹都市提携
東京在住の北上市出身者がコンコード市の市長およびテレビ局社長と面識があったこと、また、文化・環境面でも多くの共通点があったことがきっかけである。
- 三門峡市（中華人民共和国河南省） - 1985年（昭和60年）5月25日に友好都市提携
1978年に北上市日中友好協会が発足して以来訪中団を派遣してきたこと、河南省人民政府の要人を招聘したことなど、相互で交流活動を続けたことがきっかけである。

## 公的機関

### 警察
- 岩手県北上警察署

### 消防
- 北上地区消防組合北上消防署

### 医療
- 岩手県立中部病院
- 北上済生会病院（社会福祉法人 恩賜財団済生会）
- 社会福祉法人 花北病院

## 公共施設
主な施設を掲載。
図書館
北上市立図書館は3館で構成される。図書館から離れた地域を対象に移動図書館を展開している。
- 中央図書館
- 江釣子図書館
- 和賀図書館

交流センター
- 黒沢尻北地区交流センター
- 黒沢尻東地区交流センター
- 黒沢尻西地区交流センター
- 立花地区交流センター
- 飯豊地区交流センター
- 二子地区交流センター

- 更木地区交流センター
- 黒岩地区交流センター
- 口内地区交流センター
- 稲瀬地区交流センター
- 相去地区交流センター

- 鬼柳地区交流センター
- 江釣子地区交流センター
- 和賀地区交流センター
- 岩崎地区交流センター
- 藤根地区交流センター

文化センター
- 北上市文化交流センターさくらホール

運動施設
- 北上総合運動公園：陸上競技場、補助競技場北上第1・2・3運動場、総合体育館、キャンプ場
- 岩崎城運動公園：野球場、競技場
- 和賀川グリーンパーク
- 江釣子球場
- 展勝地野球場
- 竪川目運動場
- 藤沢球場
- 展勝地プール
- 滑田プール
- 鳩岡崎プール
- 岩崎新田プール

## 経済・産業

### 商業
おもに北上市街地を南北に横断する国道4号（北上バイパス）と、東北自動車道北上江釣子インターチェンジから東側の国道107号沿いに大型商業施設やロードサイド店が集中している。また、JR東日本北上駅の西口周辺には複数の商店街が形成され、個人店や宿泊施設などが密集している。市街地中心部には、市内唯一のデパートである「さくら野百貨店 北上店」が立地する。

#### 主な商業施設
- 江釣子ショッピングセンター パル
- さくら野百貨店 北上店（ツインモールプラザ北上）
- アメリカンワールド
- イオンタウン北上
- スーパーオセン 北上店

### 工業
工業団地が多く、組み立て加工を中心に第二次産業が多い。製造品出荷額は約3,722億円で、岩手県内では隣接する金ケ崎町に次いで第2位（2015年・工業統計調査速報）である。近年は、金ケ崎町にあるトヨタ自動車東日本岩手工場の増産に伴い、関連する自動車産業が活性化する兆しが見えている。また、東芝子会社の東芝メモリ（現在のキオクシア）がNAND型フラッシュメモリの新工場を建設し、北上市の産業は自動車産業と半導体産業が大きな柱となっていくことが鮮明となった。

### 主な事業所
- キオクシア岩手（NAND型フラッシュメモリの製造、旧東芝メモリ岩手）
- ジャパンセミコンダクター（本社・岩手事業所。東芝100％子会社。ロジック、システムLSI、イメージデバイスなどの製造を担当）
- スリーエム ジャパン プロダクツ（岩手事業所。粘着テープ等の製造等）
- MMアグロケミカル（北上工場。MMAG子会社）
- IJTT（北上工場。いすゞ自動車子会社）
- TDKエレクトロニクスファクトリーズ（北上工場。TDKの電子部品（コンデンサ）製造）
- 三菱製紙（北上工場。写真印画紙用原紙、衛生用紙の製造）
- シチズン時計マニュファクチャリング（東北北上工場・東北北上南工場。シチズン時計子会社）
- 岩手ヤクルト工場（ヤクルト本社生産子会社）
- 日立Astemoハイキャスト（本社・岩手工場。日立Astemo子会社）

### 産業集積の負の側面
- 北工業団地の地下水汚染問題
  - シチズン東北（北工業団地）は2006年（平成18年）7月24日、同社敷地内の地下水において1999年から8年間にわたり、トリクロロエチレン、1,1-ジクロロエチレンが、地下水環境基準値を上回っていた（地下水汚染）にも係わらず放置していたことを公表した。県への報告を怠り、条例違反に当たる。2006年（平成18年）3月の調査によると、トリクロロエチレンは0.54mg/L、1,1-ジクロロエチレンは0.23mg/Lを検出。同社は、地下水汚染が会社敷地内にとどまらない可能性もあるとして、2006年（平成18年）7月22日に住民説明会を開催。半径1km以内の民家342世帯を対象に、井戸の有無を緊急調査し、51世帯（うち25世帯が飲料水として使用）の井戸水を調査した。
  - 後藤製作所（北上市北工業団地）は2006年（平成18年）10月16日、同社敷地内の地下水において少なくとも1989年から17年間にわたり、トリクロロエチレン、1,1,1-トリクロロエタン、シス-1,2-ジクロロエチレンが地下水環境基準値を上回っていた（地下水汚染）にも係わらず放置していたことを公表した。さらに2006年夏に近隣において発生した地下水汚染（シチズン東北）からの地下水汚染の拡散確認調査の要請を「井戸はない」と事実と反する回答で拒んでいたこともあわせて公表した。トリクロロエチレンは、最高濃度は2003年（平成15年）11月7日の調査で、14.6mg/L（地下水環境基準の約487倍）、1,1,1-トリクロロエタンは同環境基準の約19倍。シス-1,2-ジクロロエチレンの最高濃度は、2006年（平成18年）10月3日同環境基準を26.5倍上回った。なお後藤製作所は汚染拡散の可能性は認めるものの自社敷地外の調査は予定していない。
- 廃棄物処理施設の火災に伴う環境汚染問題
  - 2006年（平成18年）9月5日に廃棄物処理施設のクボタリテックス北上資源化センター（北上市和賀町後藤）にて火災が発生。出火当時、施設内には廃プラスチックや木くず、紙くず、繊維くずなど約300tと焼却灰が約400tあり、6日午後に鎮火するまでの間、数百tの産業廃棄物が燃えた。これにより、大気、水質にダイオキシン類が拡散。岩手県および北上市が公表（2006年〈平成18年〉11月27日・29日）した内容によれば、大気中のダイオキシン類濃度は測定点6箇所で国の環境基準 (0.6pg-TEQ/m3) の3分の1から10分の1で農作物への影響はきわめて少ないとした。周辺の水質では、測定地点9箇所のうち環境基準が適用される3箇所で環境基準を上回った。水質において最も高濃度地点は現場から約2km離れた後藤野幹線用排水路で環境基準の91倍。現場から約4kmの尻平川橋付近では1.2(pg-TEQ/L). 和賀川の測定結果は環境基準の約20分の1で、市民生活への影響はないとみられるとした。
  - クボタリテックスは、当該施設において過去2回の問題（(1)2005年秋のダイオキシン改ざん、(2)2006年（平成18年）6月17日のロータリーキルン・ストーカ焼却炉からのダイオキシン類を含む約1,300m3のガス漏れ（AM11:54 - PM12:57）と合わせ3回の問題を発生させたことから、同工場の撤退を住民説明会（2006年〈平成18年〉10月21日）にて公表。
  - クボタリテックスの公表（2006年〈平成18年〉10月25日）によると、9月の火災の際の消火廃水を含む汚水約2.5m3を、2006年（平成18年）10月21日施設外に流出したと発表。廃水にはダイオキシン類を含む可能性がある。貯水槽（容量600m3）から汚水を排水処理設備調整槽に移す作業をした際、作業員がポンプの操作を誤り、調整槽から汚水をあふれさせたという。同センターは同夜、工業団地内雨水排水路から4m3のみを回収。

## 金融機関
- 銀行
  - 岩手銀行
  - 東北銀行
  - 七十七銀行
  - 北日本銀行
- 協同組織金融機関
  - 北上信用金庫
  - 東北労働金庫
- 農協・生協
  - 花巻農業協同組合
  - 全労済

## 教育

### 専修学校
- 専修大学北上福祉教育専門学校

### 高等学校
県立
- 岩手県立黒沢尻北高等学校
- 岩手県立北上翔南高等学校
- 岩手県立黒沢尻工業高等学校

私立
- 専修大学北上高等学校
- 鹿島学園高等学校北上キャンパス

※以下は廃校（新制 北上市以降）
- 岩手県立北上農業高等学校（2003年・花巻農業高校へ統合）

### 中学校
- 北上市立南中学校
- 北上市立北上中学校
- 北上市立飯豊中学校
- 北上市立北上北中学校
- 北上市立上野中学校

- 北上市立東陵中学校
- 北上市立和賀西中学校
- 北上市立和賀東中学校
- 北上市立江釣子中学校

### 小学校
- 北上市立南小学校
- 北上市立黒沢尻東小学校
- 北上市立黒沢尻西小学校
- 北上市立東桜小学校
- 北上市立飯豊小学校
- 北上市立二子小学校
- 北上市立更木小学校

- 北上市立黒沢尻北小学校
- 北上市立鬼柳小学校
- 北上市立いわさき小学校
- 北上市立笠松小学校
- 北上市立和賀東小学校
- 北上市立和賀西小学校
- 北上市立江釣子小学校

### 特別支援学校
- 岩手県立花巻清風支援学校 北上分教室

### 学校教育以外の施設
情報処理技能者養成施設
- 北上コンピュータ・アカデミー（職業能力開発促進法に基づく情報処理技能者養成施設）

## 郵便
郵便局
- 岩手郵便局（地域区分局[18]）
- 北上郵便局（集配局・ゆうゆう窓口設置局）
- 横川目郵便局（集配局）
- 口内郵便局
- 陸中飯豊郵便局
- 北上上野町郵便局
- 黒岩郵便局
- 相去郵便局

- 北上駅前郵便局
- 北上鍛冶町郵便局
- 江釣子郵便局
- 北上本通郵便局
- 二子郵便局
- 陸中岩崎郵便局
- 藤根郵便局

※以下は廃局
- 和賀仙人郵便局（2003年廃止）

簡易郵便局
- 村崎野簡易郵便局
- 常盤台簡易郵便局
- 立花簡易郵便局
- 北鬼柳簡易郵便局
- 岩崎宿簡易郵便局

- 和賀簡易郵便局
- 堅川目簡易郵便局
- 後藤簡易郵便局
- 鬼柳簡易郵便局

※以下は廃局
- 大堤簡易郵便局（2005年閉鎖、2007年廃止）
- 更木簡易郵便局（2006年閉鎖、2007年廃止）

## 交通

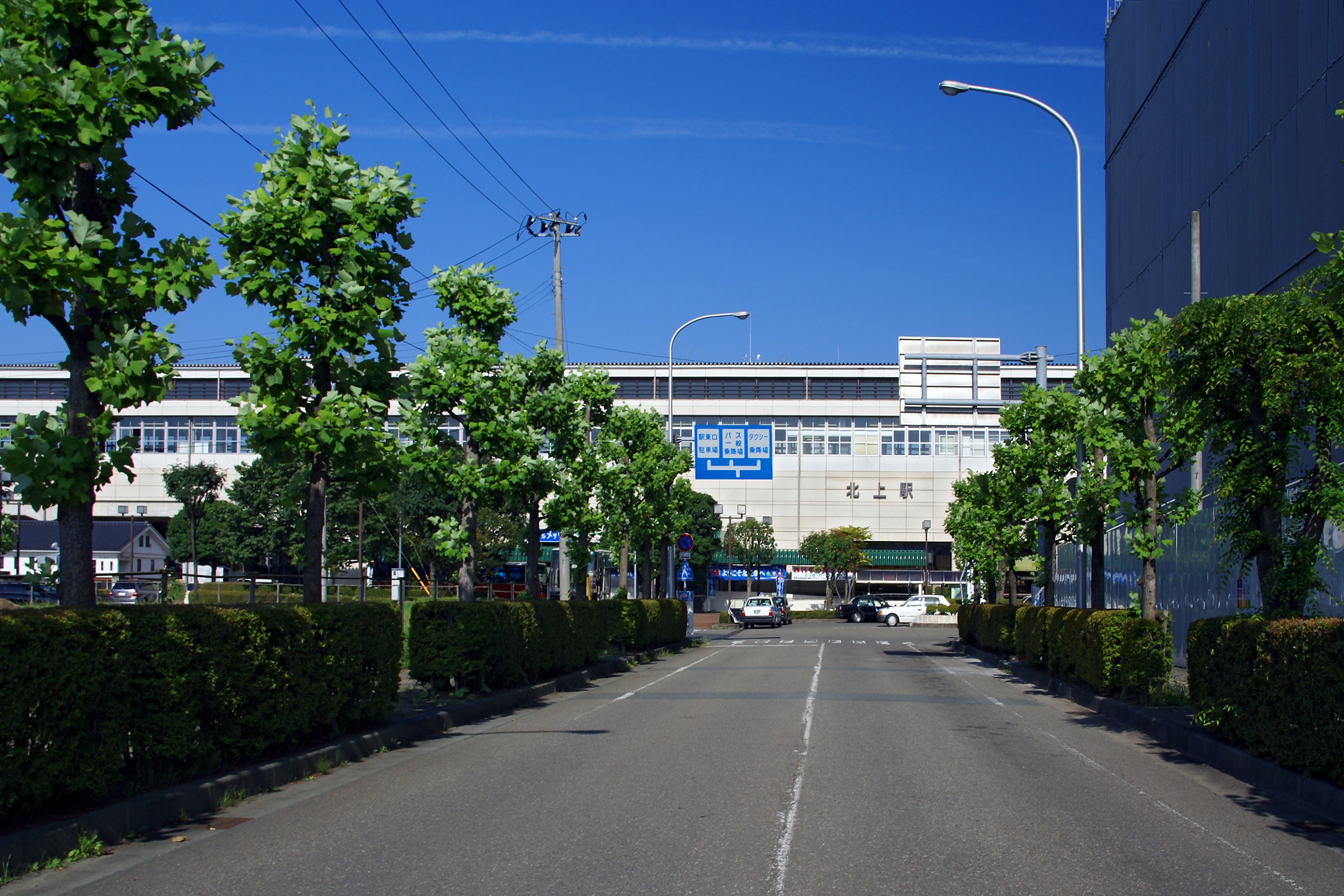
北上駅

北上市域は古くから交通の要衝として栄えてきた地域である。現在市内を東北本線、国道4号が南北に貫き、北上線、国道107号が東西に走っている。さらに東北新幹線（1982年開業）、東北自動車道（1977年開通）や秋田自動車道（1997年開通）など高速交通体系が整備され、首都圏と2時間30分、日本海とは1時間30分で結ばれるなど「東北の十字路」である。

### 鉄道
東日本旅客鉄道（JR東日本）
- 東北新幹線

- 北上駅

- 東北本線

- 北上駅 - 村崎野駅

- 北上線

- 北上駅 - 柳原駅 - 江釣子駅 - 藤根駅 - 立川目駅 - 横川目駅 - 岩沢駅 - 和賀仙人駅

- 中心となる駅：北上駅

### バス
- 岩手県交通
  - 北上営業所
  - 高速バス「けんじライナー」、「イーハトーブ号」
- 北上市コミュニティバス「おに丸号」
- 岩手県北自動車/フジエクスプレス「岩手きずな号」

### 道路

#### 高速自動車国道
- E4 東北自動車道
  - (36-1) 北上金ヶ崎IC・北上金ヶ崎PA - (37) 北上JCT - (38) 北上江釣子IC
- E46 秋田自動車道
  - (37) 北上JCT - (1) 北上西IC

#### 一般国道
- 国道4号
- 国道107号
- 国道456号

#### 県道
- 主要地方道
  - 岩手県道13号盛岡和賀線
  - 岩手県道14号一関北上線
  - 岩手県道28号花巻北上線
  - 岩手県道37号花巻平泉線
  - 岩手県道39号北上東和線
  - 岩手県道47号北上西インター線
  - 岩手県道50号北上金ケ崎インター線
- 一般県道
  - 岩手県道103号花巻和賀線
  - 岩手県道112号北上停車場線
  - 岩手県道122号夏油温泉江釣子線
  - 岩手県道148号和賀仙人停車場線
  - 岩手県道151号村崎野停車場線
  - 岩手県道154号江釣子停車場線
  - 岩手県道159号久田笹長根線
  - 岩手県道192号後藤野野中線
  - 岩手県道225号北上和賀線
  - 岩手県道245号南笹間黒沢尻線
  - 岩手県道252号清水野村崎野線
  - 岩手県道254号相去飯豊線
  - 岩手県道287号口内伊手線
  - 岩手県道302号前沢北上線
  - 岩手県道501号北上花巻温泉自転車道線

## マスメディア

### コミュニティFM
- きたかみE&Beエフエム

### ケーブルテレビ
- 北上ケーブルテレビ

## 観光
- 名所・旧跡
  - 諏訪神社

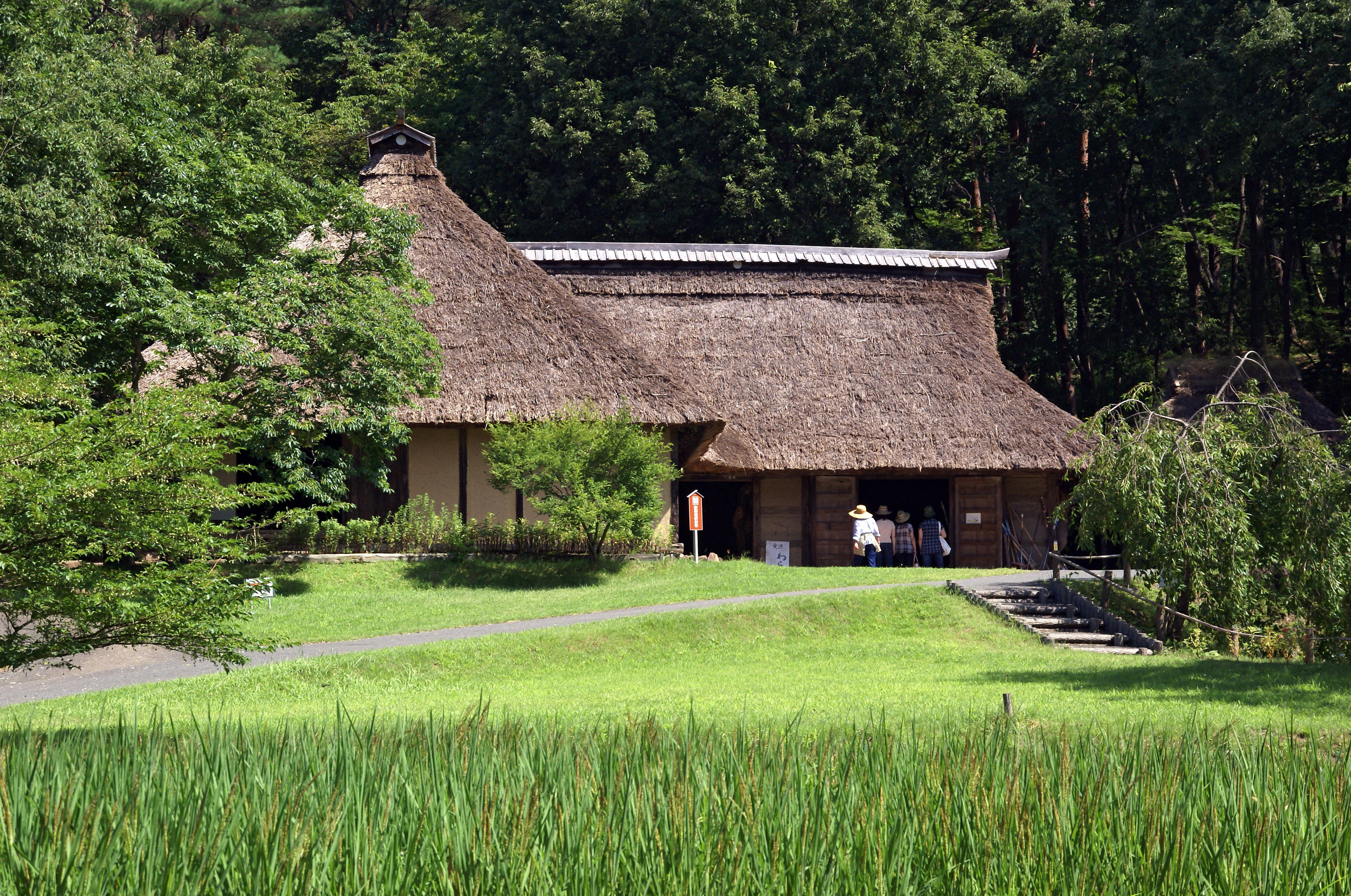
みちのく民俗村

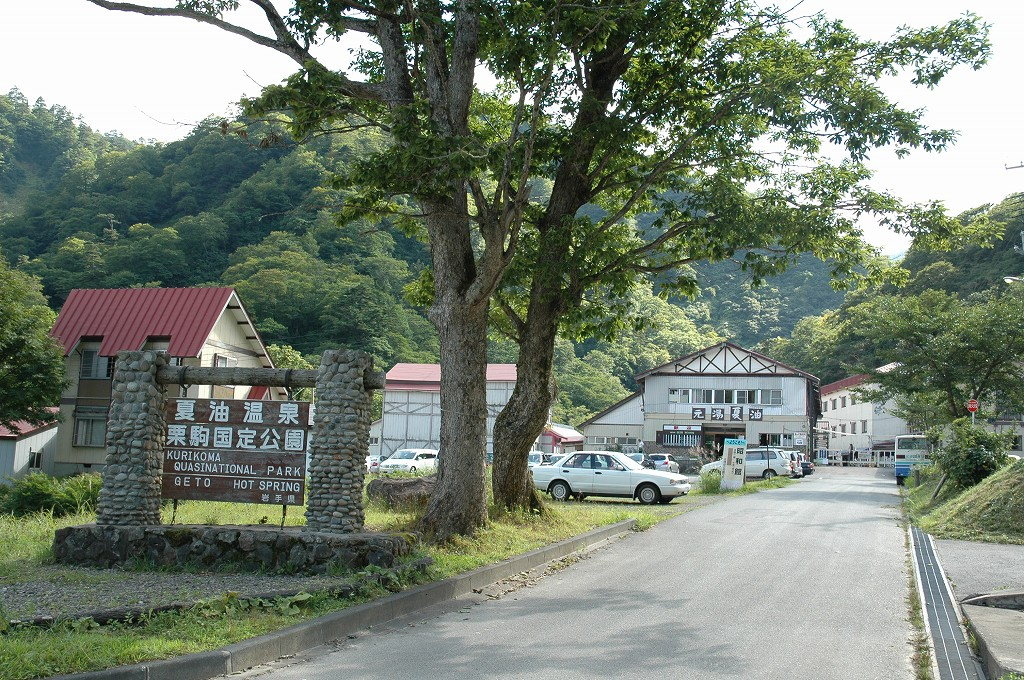
夏油温泉

  - 北上市立公園 展勝地 - 日本さくら名所100選および「みちのく三大桜名所」
    - みちのく民俗村 - 古民家等20棟以上を移築した野外博物館。
      - 旧菅野家住宅（国の重要文化財）
      - 南部領伊達領境塚（国の史跡）
      - 北上市立博物館

    - サトウハチロー記念館
    - 利根山光人記念美術館
    - 日本現代詩歌文学館

  - 二子城（飛勢城公園）
  - 極楽寺（国の史跡、重要文化財）
  - 鬼の館
  - あづま海道（清衡古道）
  - 秀衡街道（奥州山道）
  - 珊瑚橋 - ゲルバー式吊橋
  - 夏油温泉
  - 夏油温泉の石灰華（国の特別天然記念物）
  - 夏油高原スキー場
  - 水澤鉱山跡
  - 入畑ダム
  - ウバスギ（仙人スギ）、 和賀仙人（姥スギ）（森の巨人たち百選）

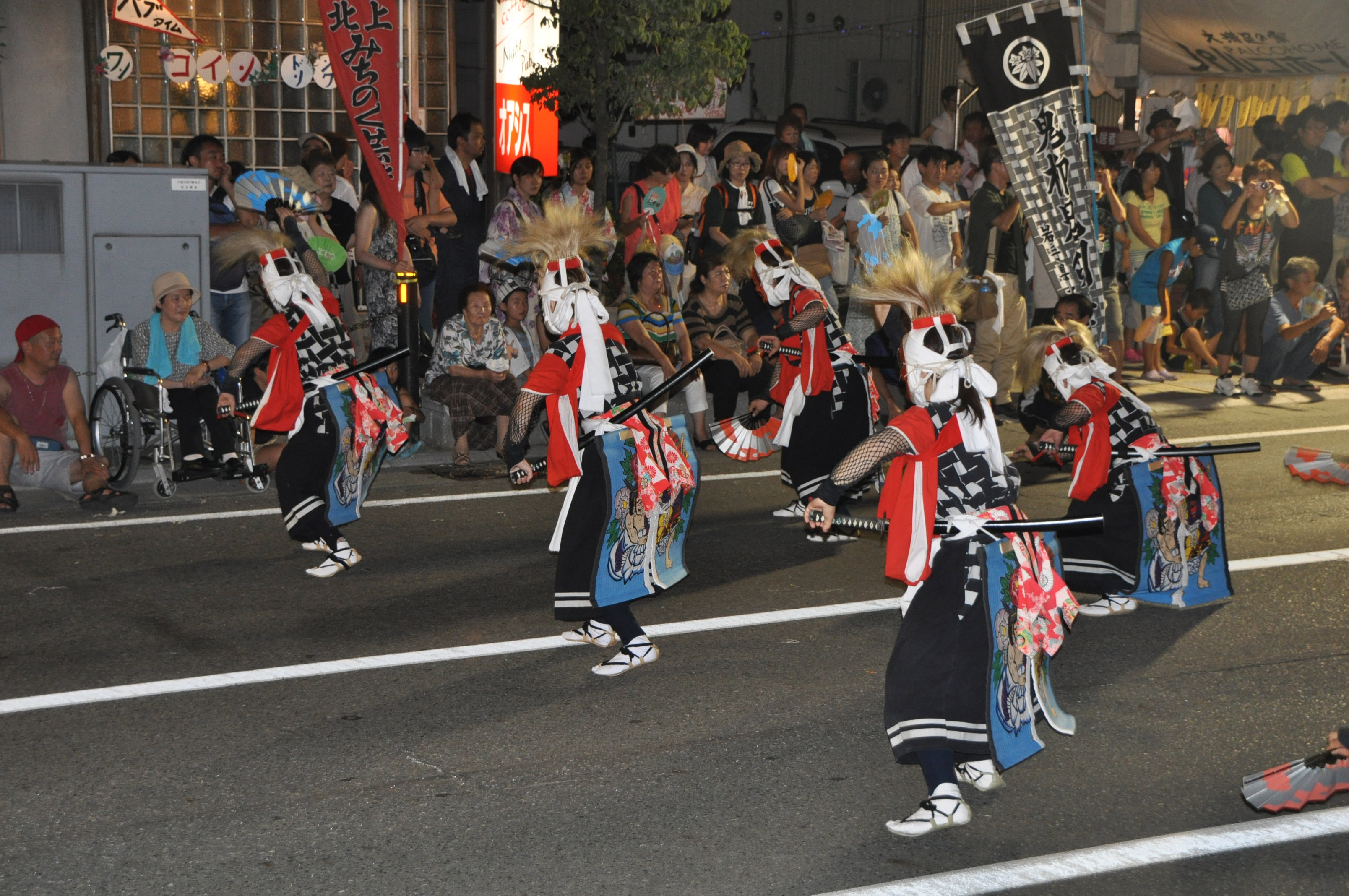
2北上・みちのく芸能まつりの鬼剣舞

- 祭事
北上・みちのく芸能まつり（8月の第1金曜日からの3日間） - 北上を代表する伝統芸能「鬼剣舞」のほか、鹿踊り、神楽などの東北各地の伝統芸能を一挙に披露する。まつりの最終日には北上川河畔で花火大会が行われる。音楽と花火を融合したシンクロ花火が特徴で、東北有数規模の花火大会でもある。

## 名産と名物
- 里芋で「二子さといも」（二子いものこ）という赤い茎の品種が非常に美味であり、GI登録されたこともあって近年全国的知名度をあげている。いものこ汁（岩手県内では芋煮をいものこ汁と呼ぶ）の際はこれがよく求められる。[要出典]
- この地方に伝わる伝統芸能に「鬼剣舞」がある。鬼の面と独特の衣装をまとった男が勇壮な踊りを見せる。夏祭りや居酒屋のアトラクションで盛んに披露され、北上市の名物になっている。
- 更木地区で醸造されている地酒がある。代表銘柄は『喜久盛』と『鬼剣舞』。
- 市内で飼育する肉牛を「北上牛」または「きたかみ牛」と称するブランドで売り出している。
- 北上牛、二子いものこ、しらゆりポーク、和賀のアスパラの4つの食材を使った、北上コロッケが各お店独自のレシピにより売り出されている。開発は、北上調理師協会青年部が行った。

## 北上市が登場する作品
- 漫画
  - 六三四の剣（村上もとか） - 小学校時代に登場する。
  - 呪術廻戦　(芥見下々)    - 北上駅、さくら野百貨店北上店等が登場する。
- 小説
  - 蒼茫の大地、滅ぶ（西村寿行）
- ゲーム
  - ポケットモンスター スカーレット・バイオレット（ゲームフリーク） - 追加コンテンツ「ゼロの秘宝 碧の仮面」の舞台モチーフとして描かれる。

## 出身者
- 麻宮騎亜（菊池通隆） - 漫画家
- 阿部卓也 - デザイナー
- 粟津ちひろ - 東北放送アナウンサー
- 大鷹正次郎 - 外交官
- 大谷徹 - 社会人野球選手
- 小笠原亘 - TBSアナウンサー
- 小田島卓生 - 東海テレビアナウンサー
- 小田島建夫 - 栃木放送アナウンサー
- 小原佳太 - プロボクサー（日本スーパーライト級王者）
- きたがわてつ - シンガーソングライター
- 木立章成 - プロ野球選手
- 清心 - マンドリンシンガー
- 梢ひとみ - 女優
- 後藤昌次郎 - 弁護士
- 斎藤環 - 精神科医、評論家
- 斎藤文一 - 物理学者
- 佐々木洋 - 花巻東高等学校野球部監督（教え子に大谷翔平、菊池雄星らがいる）
- 佐々木由香利 - ボーカリスト
- 佐藤翔 - ボート選手
- 柴田晃一 - 作曲家、編曲家、音楽プロデューサー
- 鈴木直志 - テレビ岩手元アナウンサー
- 鈴木裕樹 - 俳優
- 鈴木正朝 - 法学者、新潟大学大学院教授
- 大雅アキラ - プロボクサー
- 高橋沙織 - バレーボール選手（日本代表）
- 高橋富雄 - 歴史学者、東北大学名誉教授
- 高橋昇禎 - バレーボール選手・指導者
- 高橋真裕 - 銀行家、岩手銀行代表取締役会長
- 千田美智仁 - ラグビー選手（日本代表）
- 千田要一 - 精神科医、心療内科医、医学博士
- 鄭大均 - 学者、韓国・朝鮮研究者
- 中居清 - 杜氏
- 二所ノ関軍右エ門 - 江戸時代の力士、二所ノ関部屋の開祖
- 平野達男 - 参議院議員、復興大臣
- 藤原喜明 - プロレスラー
- 松田賢弥 - ジャーナリスト
- 三田紀房 - 漫画家
- 村松治樹 - ダーツプレイヤー
- 八重樫東 - プロボクサー（WBAミニマム級など世界3階級王者）
- 柳咲恵 - ローカルタレント
- 渡辺嘉二郎 - 工学者、法政大学名誉教授
- 渡邊太生 - ラグビー選手

## ゆかりのある人物
- 古市コータロー - ミュージシャン、ザ・コレクターズのギタリスト
出身は東京都だが、少年時代を北上市で過ごした。声優の藤原啓治とは同級生であり、高校時代には共にバンドを組んでいた。2014年に北上市文化交流センター さくらホールで凱旋ライブを行う[19]
- 石川幸子 - バスケットボール選手・コーチ
出身は愛媛県だが、母の実家が北上市にあり、引退後は同地に居住。
- せんだみつお - タレント・コメディアン
父の故郷が北上であり、戦後北上に引き揚げている。
- パンチ佐藤 - 元プロ野球選手・タレント・野球解説者
両親が北上市出身で、本人も北上しらゆり大使を務めている[20]。
- 森口多里 - 美術史家・美術評論家・民俗学者
第二次世界大戦中に黒沢尻町に疎開。
- 高橋怜子 - 写真家、北上市在住。
2018年にナショナルジオグラフィックの写真コンテストにおいて日本人初のグランプリを受賞。2019年北上市文化奨励賞受賞。
- 藤原啓治（東京都生まれ、岩手県育ち） - 専修大学北上高等学校出身
- 及川光博（東京都大田区） - 父親が北上市出身
- 一遍（祖父の河野通信が、陸奥国江刺郡稲瀬（岩手県北上市）で没した）
- 翔（神奈川県横浜市） - 横浜銀蝿。母親が北上市出身